# 近穗状冠唇花
近穗状冠唇花（学名：Microtoena subspicata）为唇形科冠唇花属下的一个种。

## 扩展阅读
- 維基物種上的相關：近穗状冠唇花